# Brahimi-Report

Logo von UN Peacekeeping

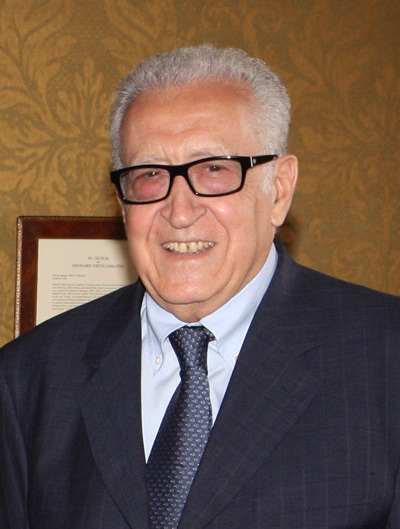
Lakhdar Brahimi

Der 2000 erschienene Report of the Panel on United Nations Peace Operations (dt.: Bericht des Forums für UN-Friedensmissionen), üblicherweise nach dem Algerier Lakhdar Brahimi Brahimi-Report benannt, gilt als eines der wichtigsten Dokumente für die Entwicklung der UN-Friedensaktivitäten.

## Geschichte und Inhalte
Der UN-GeneralsekretärKofi Annan berief das Forum am 7. März 2000 im Vorfeld des sogenannten Millennium Summit mit dem Auftrag, die Friedens- und Sicherheitsaktivitäten der Vereinten Nationen einer gründlichen Überprüfung zu unterziehen und Vorschläge zur Verbesserung zu machen. Die Leitung des Forums übernahm der algerische Diplomat und ehemalige Politiker Lakhdar Brahimi. Der Report wurde am 17. August 2000 veröffentlicht. In gleichlautenden Briefen mit Datum vom 21. August 2000 an die Präsidenten der UN-Generalversammlung und des UN-Sicherheitsrats nannte Annan die Empfehlungen des Forums wesentlich für die Glaubwürdigkeit der Vereinten Nationen als Friedenskraft („force for peace“).
Der Report steht in einer Reihe mit den Berichten von 1992 und 1995.
Er stellte fest, dass die UN-Mitgliedsstaaten noch keine eigene UN-Armee oder UN-Polizeikräfte aufgestellt haben und deshalb UN-Friedensmissionen weiter auf wechselnden Koalitionen freiwilliger Staaten beruhten. Der Bericht benannte zahlreiche daraus resultierende Schwierigkeiten der Friedens- und Sicherheitsmissionen wie ein fehlendes gemeinsames Verständnis der Mitgliedsstaaten für die Notwendigkeit einer anhaltenden Bereitstellung von Personal und Ressourcen für Friedenseinsätze. Er stellt fest, dass eine strukturelle Unfähigkeit besteht, den Auftrag zu erfüllen, weil es auch an einer angemessenen globalen Fähigkeit zur Sammlung, Verarbeitung und Analyse von Informationen fehlt. Der UN-Sicherheitsrat verabschiedete noch im Jahr 2000 im Gefolge des Berichts die Resolution 1327 mit einer Reihe von Neuregelungen zur Friedenssicherung.
Der Brahimi-Report lenkte in Kombination mit den praktischen Empfehlungen des in vielen Peacekeeping-Einsätzen erfahrenen niederländischen Generalmajors Patrick Cammaert und dem ersten Buch über die Bedeutung nachrichtendienstlicher Informationen für Peacekeeping-Missionen, die das UN-Hauptquartier veröffentlichte, die Aufmerksamkeit auf Notwendigkeit einer verstärkten Informationsgewinnung. Da diese als Entscheidungsunterstützung bei den Vereinten Nationen weitgehend fehlte, sollten nun Anstrengungen zur Beschaffung von Informationen unternommen werden, die sich mit den Zehn Bedrohungen beschäftigen, die das UN-High-Level-Threat-Panel 2003 unter der Leitung des ehemaligen thailändischen Ministerpräsidenten Anand Panyarachun identifiziert hatte.

## Brahimi Report Gliederung
1. Beschleunigung der Bereitstellung von friedenserhaltenden Maßnahmen
2. Stärkung der Beziehungen zu den Mitgliedstaaten und gesetzgebenden Organen
3. Reform der Managementkultur bei friedenserhaltenden Maßnahmen
4. Reform der Verknüpfung zwischen friedenserhaltenden Maßnahmen und Feldmissionen
5. Stärkung der Beziehungen zu anderen Einrichtungen der Vereinten Nationen
6. Koordinierung von lang- und kurzfristiger strategischer Planung
7. Flexibilität von UN-Missionen
8. Aktuelle Einsatzstandards und Fachwissen auf Abruf (6–12 Wochen Einsatzdauer der Truppen)
9. Ausbau der Kapazitäten der Hauptquartiere zur Planung und Unterstützung von Friedensmissionen

Der Bericht gab unter anderem folgende Empfehlungen:
1. Gewinnung der Zustimmung der lokalen Parteien zur Stationierung von UN-Friedenstruppen, Unparteilichkeit und die Anwendung von Gewalt nur zur Selbstverteidigung[4]
2. robustere Mandate, damit die UN-Missionen sich selbst, die Zivilbevölkerung und ihr Mandat wirksam schützen können
3. Einrichtung einer Stelle für Sammlung und Analyse von Informationen zur Vorbereitung von Entscheidungen des Generalsekretärs
4. Erstellung einer regelmäßig aktualisierten Liste von potenziellen Führungskräften und Experten für Friedensmissionen
5. Schaffung von multinationalen Bereitschaftskräften, die kurzfristig einsatzbereit sind
6. Ermächtigung des Generalsekretärs, bis zu 50 Millionen Dollar für die Vorbereitung einer friedenserhaltenden Mission bereitzustellen, bevor der Sicherheitsrat ein endgültiges Mandat erteilt
7. Vergrößerung der Abteilung für Friedenseinsätze der Vereinten Nationen